# Myiarchus validus
A Myiarchus validus a madarak (Aves) osztályának verébalakúak (Passeriformes) rendjébe, a királygébicsfélék (Tyrannidae) családjába tartozó faj.

## Rendszerezése
A fajt Jean Cabanis német ornitológus írta le 1847-ben.

## Előfordulása
Jamaica területén honos. Természetes élőhelyei a szubtrópusi és trópusi síkvidéki és hegyi esőerdők és bokrosok, valamint másodlagos erdők.

## Megjelenése
Testhossza 24 centiméter.

## Természetvédelmi helyzete
Az elterjedési területe viszonylag kicsi, egyedszáma ugyan csökken, de még nem éri el a kritikus szintet. A Természetvédelmi Világszövetség Vörös listáján nem fenyegetett fajként szerepel.